# Adriana Lisboa

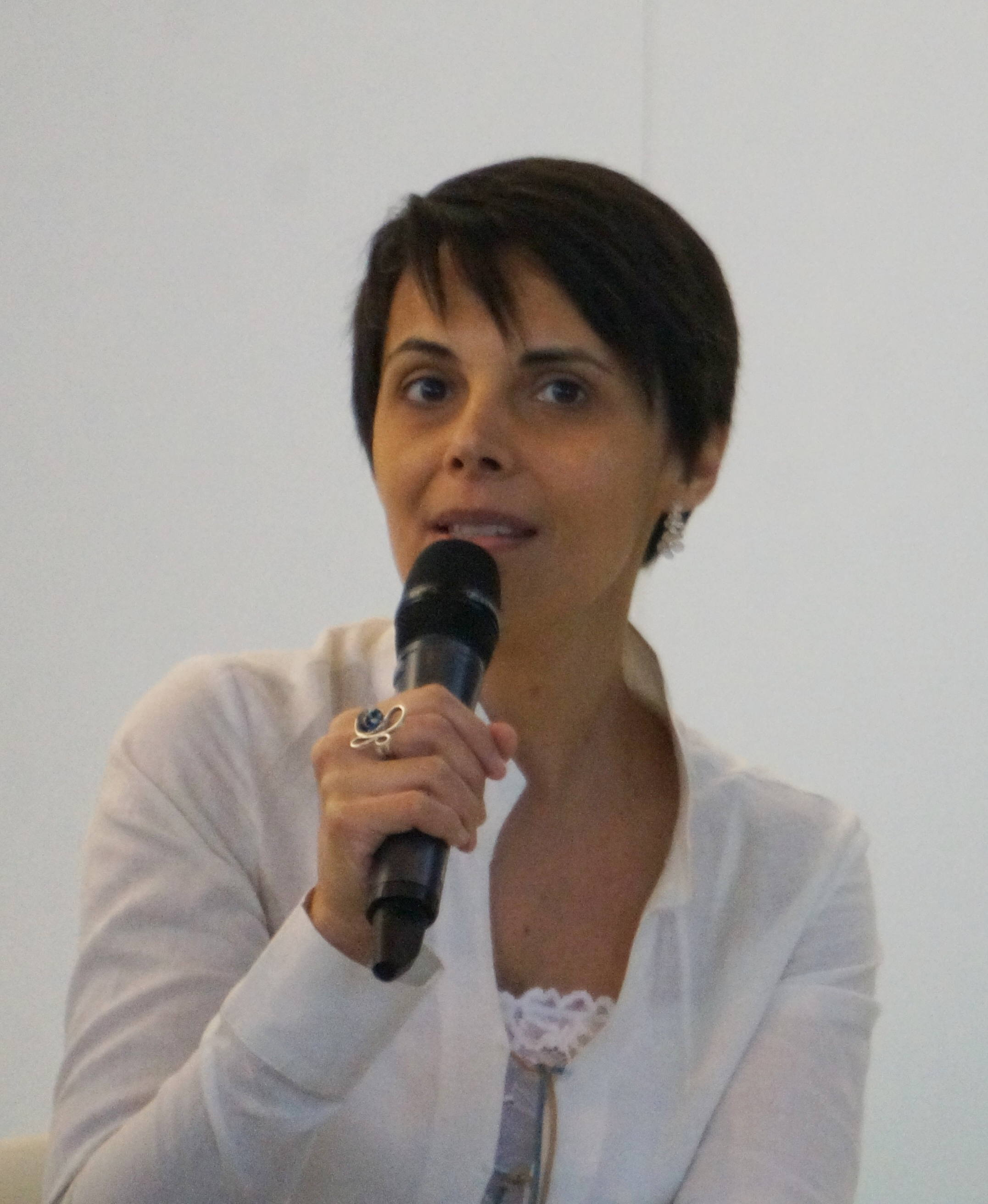
Adriana Lisboa

Adriana Lisboa, född 25 april 1970 i Rio de Janeiro, är en brasiliansk författare. Hon har sedan debuten 1999 tilldelats en lång rad nationella och internationella priser, bland annat som första brasilianska författare José Saramago-priset. På svenska har romanen Colombines kyss utkommit.
Adriana Lisboa är född i Rio de Janeiro, men har även bott i Paris, Avignon och Teresópolis och är nu gästforskare vid New Mexico University i USA. Hon har doktorerat i litteraturvetenskap och har även universitetstitel både i brasiliansk litteratur och i musik. Lisboa har ett stort musikintresse och har tidigare arbetat som sångerska, tvärflöjtspelare och lärare, men ägnar sig sedan den litterära debuten helt åt skrivandet. Utöver författandet har hon översatt litteratur från franska. 